# پاکلو
پاکلو (به اسپانیایی: Pacollo) یک کوه در پرو است که در Peru, Tacna Region واقع شده‌است. پاکلو ۵٬۰۰۰ متر بالاتر از سطح دریا واقع شده‌است.